# Kie Ellens

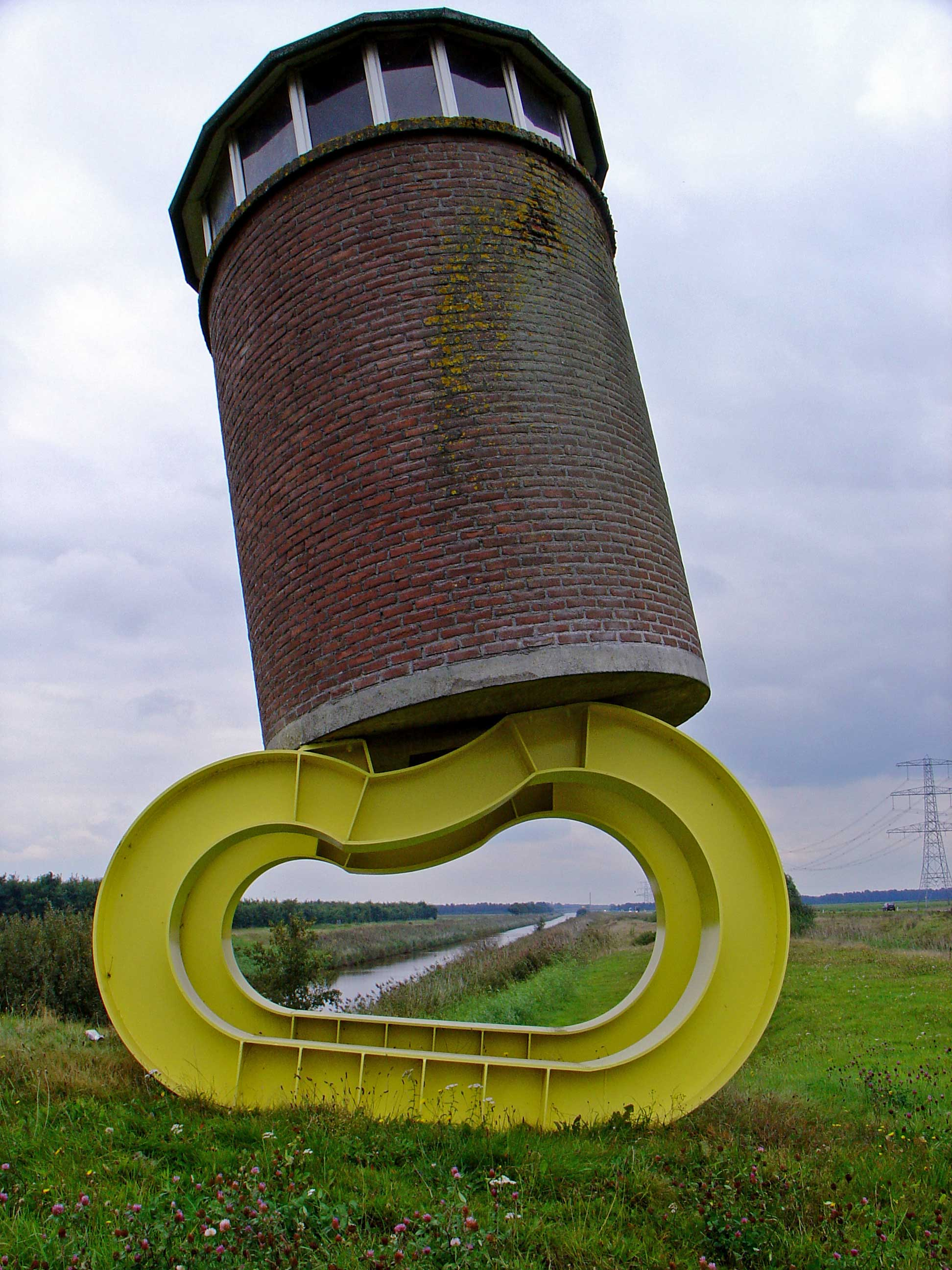
Waving, not drowning door Kie Ellens in Eerste Oomsberg in de gemeente Stadskanaal (1994)

Kie Ellens (Dokkum, 20 januari 1956) is een Nederlandse beeldend kunstenaar.

## Leven en werk
Ellens volgde van 1976 tot 1982 allereerst een opleiding schilderen en daarna een opleiding ruimtelijke vormgeving aan de Academie Minerva in Groningen. Hij studeerde af in 1982 en maakte diverse ruimtelijke objecten in verscheidene plaatsen in Nederland. Hij exposeerde regelmatig in Duitsland en Nederland. Ellens was van 2001 tot 2005 adviseur van het Atelier Rijksbouwmeester. Van 2007 tot 2016 was Ellens directeur van de Stichting Wall House #2 in Groningen. Deze stichting bood jaarlijks meerdere internationale kunstenaars als artist in residence een werk-, woon- en expositieruimte.
Het Fries Museum is in het bezit van zijn installatie Thuis is ook niet alles (2004).

## Werken (selectie)
- Two nights - Groningen (1995)
- Waving, not drowning - Stadskanaal (1994)
- X-ing the Air - Groningen (1986)
- Zonder Titel - Groningen, Schoolholm (1988)
- Zonder Titel - Assen, wijk Peeloo

- Gemeinsame Normdatei: 128557729
- International Standard Name Identifier: 0000 0000 5340 099X
- Library of Congress Control Number: nr99020905
- Nederlandse Thesaurus van Auteursnamen: 074548107
- RKD-Nederlands Instituut voor Kunstgeschiedenis: 26004
- Système universitaire de documentation: 235058998
- Union List of Artist Names: 500589997
- Virtual International Authority File: 74907947
- WorldCat: E39PBJvtbgTmkj8XyD6hvhF9Xd